# Mandé Sayouba
Mandé Sayouba (Abidjan, 15 giugno 1993) è un calciatore ivoriano, portiere svincolato.

## Carriera

### Club

#### Stabæk
Agli inizi del 2012, Sayouba si è aggregato allo Stabæk per sostenere un provino, mentre la squadra era in ritiro a La Manga del Mar Menor per preparare la stagione. Il 30 marzo, il portiere ha raggiunto un accordo per trasferirsi in prestito alla formazione norvegese, firmando un contratto valido sino al 31 luglio. Ha esoridto nell'Eliteserien il 20 maggio 2012, schierato titolare nella sconfitta casalinga contro l'Haugesund col punteggio di 0-2. Il 24 giugno, il club ha riscattato Sayouba, che si è trasferito così in Norvegia a titolo definitivo. Il 5 luglio ha disputato la prima partita in Europa League, seppure nel primo turno di qualificazioni: ha difeso i pali della porta dello Stabæk nella sconfitta per 2-0 contro lo JJK. A fine stagione, la squadra è retrocessa nella 1. divisjon.
Sayouba è rimasto in squadra e ha giocato 30 partite su 30 nel campionato 2013, che lo Stabæk ha chiuso al secondo posto in classifica, guadagnandosi così la promozione. Il 21 ottobre 2015, ha ricevuto la candidatura come miglior portiere del campionato per l'edizione annuale del premio Kniksen.

#### Odense
Il 16 agosto 2018, l'Odense ha reso noto d'aver acquistato Sayouba, che si è legato al nuovo club con un accordo quinquennale.

### Nazionale
Il 4 ottobre 2012, è stato convocato per la prima volta nella Costa d'Avorio, in vista della sfida valida per le qualificazioni alla Coppa delle Nazioni Africane 2013 contro il Senegal. In quell'occasione, non è sceso in campo. È tornato ad essere convocato il 27 febbraio 2014, per l'amichevole contro il Belgio. In questo caso, è stato schierato titolare e l'incontro si è concluso con un pareggio per 2-2.
Il 13 maggio è stato inserito nella lista dei preconvocati in vista del campionato del mondo 2014. Il 31 dicembre successivo, il commissario tecnico Hervé Renard lo ha incluso tra i convocati per la Coppa delle nazioni africane 2015.

## Statistiche

### Presenze e reti nei club
Statistiche aggiornate al 16 agosto 2018.
| Stagione       | Club          | Campionato    | Campionato | Campionato | Coppe nazionali | Coppe nazionali | Coppe nazionali | Coppe continentali | Coppe continentali | Coppe continentali | Supercoppe | Supercoppe | Supercoppe | Totale | Totale |
| Stagione       | Club          | Comp          | Pres       | Reti       | Comp            | Pres            | Reti            | Comp               | Pres               | Reti               | Comp       | Pres       | Reti       | Pres   | Reti   |
| -------------- | ------------- | ------------- | ---------- | ---------- | --------------- | --------------- | --------------- | ------------------ | ------------------ | ------------------ | ---------- | ---------- | ---------- | ------ | ------ |
| 2012           | Stabæk        | ES            | 18         | -33        | CN              | 2               | -1              | UEL                | 2                  | -4                 | -          | -          | -          | 22     | -38    |
| 2013           | Stabæk        | 1D            | 30         | -46        | CN              | 4               | -6              | -                  | -                  | -                  | -          | -          | -          | 34     | -52    |
| 2014           | Stabæk        | ES            | 27         | -41        | CN              | 5               | -2              | -                  | -                  | -                  | -          | -          | -          | 32     | -43    |
| 2015           | Stabæk        | ES            | 30         | -43        | CN              | 5               | -6              | -                  | -                  | -                  | -          | -          | -          | 35     | -49    |
| 2016           | Stabæk        | ES            | 29+2       | -42+-1     | CN              | 0               | 0               | UEL                | 2                  | -1                 | -          | -          | -          | 33     | -44    |
| 2017           | Stabæk        | ES            | 21         | -34        | CN              | 3               | -4              | -                  | -                  | -                  | -          | -          | -          | 24     | -38    |
| gen.-ago. 2018 | Stabæk        | ES            | 17         | -31        | CN              | 2               | -2              | -                  | -                  | -                  | -          | -          | -          | 19     | -33    |
| Totale Stabæk  | Totale Stabæk | Totale Stabæk | 172+2      | -270+-1    |                 | 21              | -21             |                    | 4                  | -5                 |            | -          | -          | 199    | -297   |
| ago. 2018-2019 | Odense        | SL            | 0          | 0          | CD              | 0               | 0               | -                  | -                  | -                  | -          | -          | -          | 0      | 0      |
| Totale         | Totale        | Totale        | 172+2      | -270+-1    |                 | 21              | -21             |                    | 4                  | -5                 |            | -          | -          | 199    | -297   |

### Cronologia presenze e reti in nazionale
| Cronologia completa delle presenze e delle reti in nazionale ― Costa d'Avorio | Cronologia completa delle presenze e delle reti in nazionale ― Costa d'Avorio | Cronologia completa delle presenze e delle reti in nazionale ― Costa d'Avorio | Cronologia completa delle presenze e delle reti in nazionale ― Costa d'Avorio | Cronologia completa delle presenze e delle reti in nazionale ― Costa d'Avorio | Cronologia completa delle presenze e delle reti in nazionale ― Costa d'Avorio | Cronologia completa delle presenze e delle reti in nazionale ― Costa d'Avorio | Cronologia completa delle presenze e delle reti in nazionale ― Costa d'Avorio |
| Data                                                                          | Città                                                                         | In casa                                                                       | Risultato                                                                     | Ospiti                                                                        | Competizione                                                                  | Reti                                                                          | Note                                                                          |
| ----------------------------------------------------------------------------- | ----------------------------------------------------------------------------- | ----------------------------------------------------------------------------- | ----------------------------------------------------------------------------- | ----------------------------------------------------------------------------- | ----------------------------------------------------------------------------- | ----------------------------------------------------------------------------- | ----------------------------------------------------------------------------- |
| 5-3-2014                                                                      | Bruxelles                                                                     | Belgio                                                                        | 2 – 2                                                                         | Costa d'Avorio                                                                | Amichevole                                                                    | -2                                                                            |                                                                               |
| 26-3-2015                                                                     | Abidjan                                                                       | Costa d'Avorio                                                                | 2 – 0                                                                         | Angola                                                                        | Amichevole                                                                    | -0                                                                            |                                                                               |
| 29-3-2015                                                                     | Abidjan                                                                       | Costa d'Avorio                                                                | 1 – 1                                                                         | Guinea Equatoriale                                                            | Amichevole                                                                    | -0                                                                            |                                                                               |
| 14-6-2015                                                                     | Libreville                                                                    | Gabon                                                                         | 0 – 0                                                                         | Costa d'Avorio                                                                | Amichevole                                                                    | -0                                                                            |                                                                               |
| 23-3-2018                                                                     | Beauvais                                                                      | Costa d'Avorio                                                                | 2 – 2                                                                         | Togo                                                                          | Amichevole                                                                    | -2                                                                            |                                                                               |
| Totale                                                                        |                                                                               | Presenze                                                                      | 5                                                                             |                                                                               | Reti                                                                          | -5                                                                            |                                                                               |

## Palmarès

### Nazionale
- Coppa d'Africa: 1

Guinea Equatoriale 2015